# Abersychan

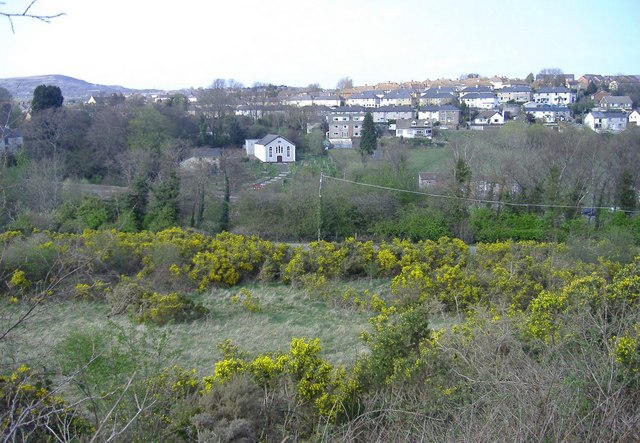
Abersychan (2007)

Abersychan ist eine Stadt in Torfaen in Wales, Großbritannien.
Die Stadt hat Kohlen- und Eisengruben, Eisenhütten und hatte im Jahre 2011 7064 Einwohner.

## Söhne und Töchter der Stadt
- Anselm Edward John Kenealy (1864–1943), römisch-katholischer Geistlicher und Kapuziner
- Roy Jenkins (1920–2003), sozialdemokratischer Politiker und Autor
- Don Touhig, Baron Touhig (* 1947), Journalist und Politiker der Labour Party